# Tropidophorus misaminius
Tropidophorus misaminius är en ödleart som beskrevs av  Leonhard Hess Stejneger 1908. Tropidophorus misaminius ingår i släktet Tropidophorus och familjen skinkar. IUCN kategoriserar arten globalt som livskraftig. Inga underarter finns listade i Catalogue of Life.